# 내부자들
《내부자들》은 2015년에 개봉한 대한민국의 영화이다. 2015년 12월 31일 《내부자들: 디 오리지널》이라는 제목으로 확장판을 개봉했다.
대한민국 사회 내부의 부패를 해부하는 윤태호 웹툰 "내부자들"을 원작으로 우민호가 각본과 감독을 맡은 2015년 대한민국 정치 액션 스릴러 영화이다. 이병헌, 조승우, 백윤식 주연의 '내부자들'은 2014년 7월 촬영을 시작해 2015년 11월 19일 극장에서 개봉했다. 박스오피스에서 백만 명이 입장하여 한국 박스오피스 역대 R등급 영화 중 최고 수익을 올린 영화가 되었다.

## 줄거리
유력 보수 신문의 편집장인 이강희는 언론의 힘을 이용해 장필우 의원을 유력 대선후보 자리에 올려놓는다. 그 뒤에는 신문의 최대 후원자인 미래자동차와의 비밀 거래가 있다.
이씨와 장씨를 지지했던 정치 심복 안상구는 후원자의 비자금 기록을 훔쳐갔다가 적발되어 손이 절단되는 일을 겪는다. 야심찬 검사 우장훈은 자신이 정상에 오를 수 있는 유일한 기회라고 믿고 장과 스폰서의 관계를 조사하기 시작한다. 우씨는 사건의 수사에 착수하던 중 체계적으로 복수를 계획하고 있는 안씨를 만난다. 권력에 눈먼 자, 복수를 꿈꾸는 자, 성공을 향한 자의 전쟁이 시작된다. 우 검사가 '내부자들'이 되어 이씨와 장씨의 어두운 계략을 국민들에게 폭로하는 사건이다.

## 배역
- 이병헌 - 안상구 역
- 조승우 - 우장훈 역
- 백윤식 - 이강희 역
- 이경영 - 장필우 의원 역 메인 빌런 및 최종 보스.
- 김홍파 - 오현수 회장 역
- 이엘 - 주은혜 역
- 정만식 - 최충식 부장검사 역
- 김병옥 - 오명환 민정수석 역
- 김의성 - 편집국장 역
- 조재윤 - 방계장 역
- 배성우 - 박종팔 사장 역
- 박진우 - 이실장 역
- 김대명 - 고상철 기자 역
- 조우진 - 조상무 역 메인 빌런 및 최종 보스.
- 남일우 - 우장훈 아버지 역
- 김정수 - 조양식 사장 역
- 권혁풍 - 석명관 역
- 류태호 - 문일석 역
- 박상규 - 김석우 의원 역
- 김규현 - 회견장 기자2 역
- 이대광 - 이실장 조직원 역
- 신지수 - 펜트하우스녀1 역
- 권태원 - 송만섭 역
- 조덕제 - 최형사 역
- 박진영 - 손 의원 역
- 유재명 - 수석기자 3 역
- 송경철[3] - 앵커 1 역
- 김선희[3] - 앵커 2 역
- 권나은[3] - 앵커 3 역
- 이혜리 - 앵커5 역
- 박현수 - 방송기자 1 역

## 수상 경력
- 2015년 제4회 한국영화배우협회 스타의 밤 대한민국 톱스타상 - 이병헌
- 2016년 제5회 마리끌레르 영화제 파이오니어상 - 이병헌
- 2016년 제10회 아시안 필름 어워드 남우주연상 - 이병헌
- 2016년 제15회 뉴욕 아시아 영화제 아시아스타상 - 이병헌
- 2016년 제52회 백상예술대상 영화부문 남자 최우수연기상 - 이병헌
- 2016년 제16회 디렉터스 컷 시상식 올해의 남자연기자상 - 이병헌
- 2016년 제25회 부일영화상 남우주연상 - 이병헌
- 2016년 제4회 마리끌레르 아시아 스타어워즈 올해의 배우상 - 이병헌
- 2016년 제36회 한국영화평론가협회상 남우주연상 - 이병헌
- 2016년 제36회 한국영화평론가협회상 10대 영화상
- 2016년 제37회 청룡영화상 남우주연상 - 이병헌
- 2016년 제37회 청룡영화상 최우수작품상
- 2016년 제3회 한국영화제작가협회상 최우수작품상
- 2016년 제3회 한국영화제작가협회상 남우주연상 - 이병헌
- 2016년 제3회 한국영화제작가협회상 편집상 - 김상범, 김재범
- 2016년 제53회 대종상 최우수작품상
- 2016년 제53회 대종상 감독상 - 우민호
- 2016년 제53회 대종상 남우주연상 - 이병헌
- 2016년 제53회 대종상 기획상 - 김원국
- 2016년 제53회 대종상 시나리오상 - 우민호

## 반응
이 영화는 개봉 첫 4일 동안 한국 박스오피스에서 132억 달러의 수익을 올렸다. 내부자들은 단 6일 만에 200만 명 이상의 관객을 모았는데, 이는 R등급 영화 사상 최고 기록이다. 또한 하루에 가장 많이 본 R등급 영화(489,503명)의 기록도 세웠다.